# Casa de Hohenberg
A Casa de Hohenberg é uma família nobre austríaca, descendentes de duquesa Sofia Chotek, que em 1900 casou-se com o arquiduque Francisco Ferdinando da Áustria, o herdeiro presuntivo do trono do Império Austro-Húngaro. Como o casamento foi um morganático, nenhum de seus quatro filhos estavam na linha de sucessão ao trono austro-húngaro.

## História
A casa de Hohenberg foi estabelecida por decreto imperial de Francisco José I da Áustria, quando após o casamento do casal, em 1900, ele criou para a mulher de Francisco Ferdinando o título Princesa de Hohenberg (em alemão: Fürstin von Hohenberg) em seu próprio direito, com o estilo de Alteza Sereníssima (Durchlaucht), e a especificação de que este nome e título também deve ser carregados pelos seus descendentes.
Em 1909, o imperador promoveu Sofia para o título mais alto, de Duquesa de Hohenberg (Herzogin von Hohenberg) com o estilo Alteza (Hoheit) para sua vida. Este título expirou após o assassinato de Sofia em 1914.
Em 1917, o imperador Carlos I da Áustria regulamentou os títulos dentro da família Hohenberg e concedeu-lhes um brasão de armas (mostrado acima). O chefe da casa seria intitulado duque com o estilo de Alteza, os outros membros do sexo masculino seriam intitulados príncipes e membros do sexo feminino intituladas princesas com o estilo de Alteza Sereníssima. Assim, o filho mais velho de Sofia, o príncipe Maximiliano de Hohenberg, se tornou o primeiro Duque de Hohenberg. Este título foi criado para ser hereditário entre os descendentes homens de Sofia e Francisco Ferdinando, de acordo com a regra de primogenitura agnática. Após a queda da monarquia, todos os títulos de nobreza austríaca foram abolidas por lei em 1919 e desde então seus nomes consistiram apenas de um nome e sobrenome, sem o "von" ou qualquer título.
Em 1938, vários membros da família que se opunham a Adolf Hitler foram presos pelos nazistas e enviados para campos de concentração de Dachau, principalmente o duque Maximiliano e seu irmão Ernsto. Eles só foram soltos em 1945. O atual chefe da casa, Jorge Hohenberg, foi embaixador da República da Áustria à Santa Sé, ao abrigo da parte do pontificado do Papa João Paulo II. Ele também é um cavaleiro da Ordem do Tosão de Ouro.
Os membros da casa de Hohenberg não são apenas descendentes da casa de Habsburgo-Lorena, mas são também através do casamento relacionada com muitas outras dinastias europeias, incluindo as famílias reinantes do Grão-Ducado do Luxemburgo e do Principado de Liechtenstein.

## Soberanos

### Duques e Príncipes de Hohenberg (1909 - 1914)
- Sofia Chotek (1868-1914)

### Duques de Hohenberg (desde 1917)
- Maximiliano (1902-1962)
- Francisco (1927-1977)
- Jorge (1929-2019)
- Nicolas (nascido em 1961)